# Standfussiana turbeti
Standfussiana turbeti là một loài bướm đêm trong họ Noctuidae.